# 劉致新
劉致新是香港權威的紅酒評論家、著名品酒家及美食家，被稱為劉校長。畢業於樹仁學院新聞與傳播學系，於1998年創辦了<<酒經月刊>>擔任總編輯，號稱為第一本中文紅酒雜誌。而且劉致新亦是香港一名著名食家，曾為不同報章寫專欄或為不同食物配答紅酒，包括經濟日報、蘋果日報、明報、明報月刊、星島日報、頭條日報、飲食男女等。
近年劉致新更有帶團到不同地方的葡萄園參觀，亦舉辦大小講座講授葡萄酒入門知識。而今年<<酒經月刊>>亦會舉行喻為香港最大型酒展的<<平靚正酒展>>，為各紅酒愛好者提供接觸各地特式紅酒機會。

刘致新先生现任山西怡园酒庄首席酿酒顾问。

## 出版月刊
- <<酒經月刊>> (1998年1月-現在)

## 曾出版書籍
- <<意大利葡萄酒手冊>> -1998年
- <<品味威士忌的第一本書>> -1998年-
- <<平靚正買酒Guide 2001>> -2000年
- <<平靚正買酒Guide 2002>> -2001年
- <<天作之合——當葡萄酒遇上中菜>> -2007年
- <<歎盡澳洲酒莊之旅>> -2007年

## 向外連結
酒經網(酒經月刊官方網站)（页面存档备份，存于）